# B-57轰炸机
馬丁B-57坎培拉轟炸機（英語：Martin B-57 Canberra）是美國製的雙噴射發動機戰術轟炸機及高空偵察機，於1953年進入美國空軍服役。B-57為英國電氣公司製坎培拉式轟炸機授權在美國製造的版本，但格倫馬丁公司在原本坎培拉轟炸機的基礎上亦做出許多重大的更動，並由此發展出許多非常特別的衍生型。

## 發展過程
當1950年韓戰爆發之時，美國空軍赫然發現他們竟缺乏一種可全天候操作，用於戰場阻絕的轟炸機。A-26轰炸机雖然堪擔大任，但他的數量太少且僅能在天氣良好時執行任務。因此，1950年9月16日，美國空軍正式向外要求生產一款最大速度可達630哩/小時，最大作戰高度40,000呎，及作戰半徑1,150哩的噴射轟炸機。同時，美國空軍也要求這架轟炸機也必須俱備全天候操作能力，並且能擔任偵照的任務。為了要加速獲得此種新式轟炸機，美國空軍亦要求此計畫案必須發展自已存在之機型。由於需求孔急，美國空軍亦考慮直接引進外國已經操作之機種以盡速的取得可用之轟炸機。因此，除了馬丁公司的XB-51之外，加拿大的CF-100以及英國的坎培拉型轟炸機也在考慮的範圍之中。
1951年2月，一架英國製的坎培拉B.2轟炸機飛抵美國好讓美國空軍進行評估。這架坎培拉也因此成為了第一架不中停加油而飛越大西洋的噴射機。2月26日這架坎培拉開始與馬丁公司的XB-51一起進行評估，並且顯示其性能各方面皆優於XB-51型輕轟炸機。同年5月25日，美國空軍便正式宣布英國的坎培拉為此次競標的勝出者。

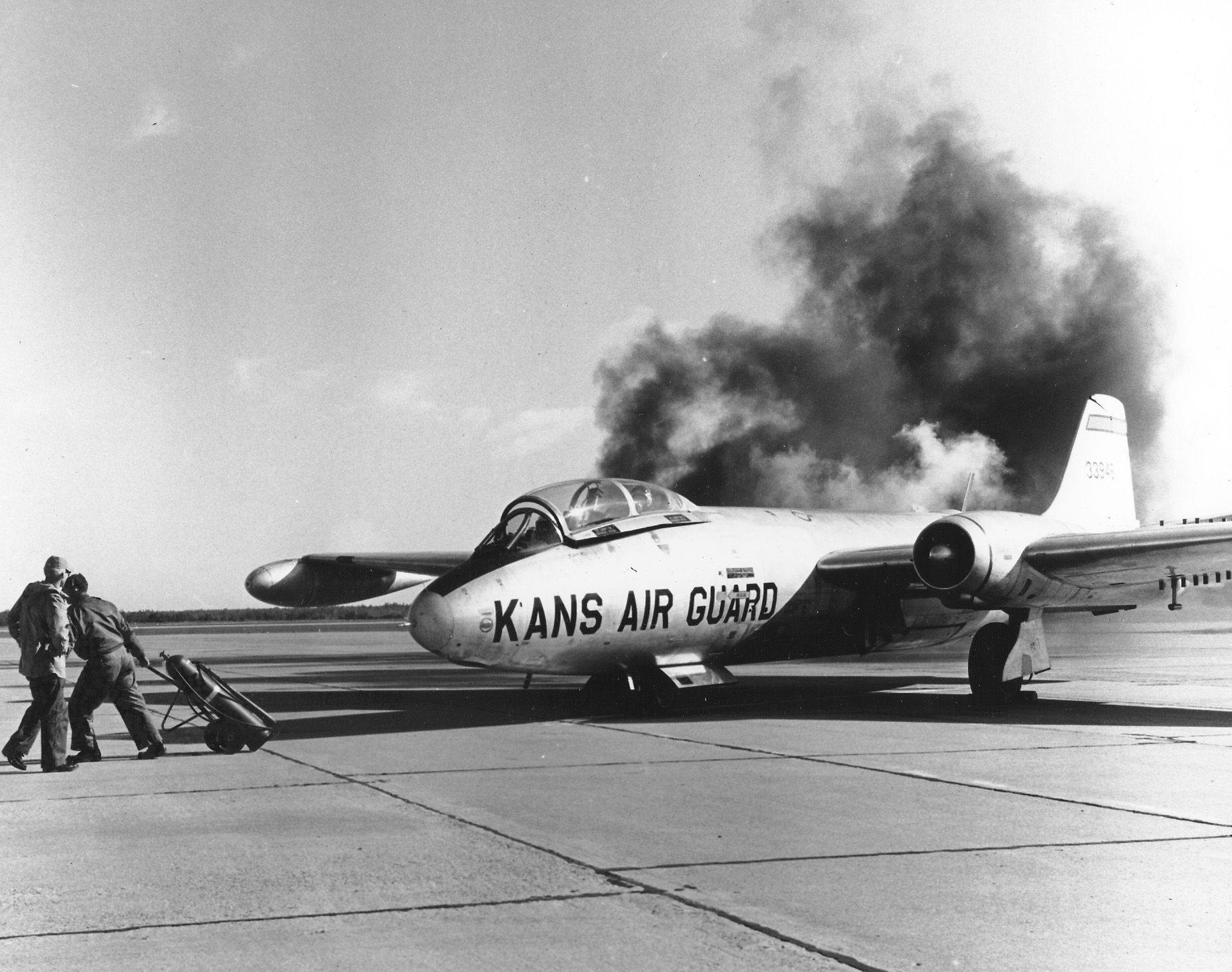
RB-57B啟動時所發出的大量黑煙

但不幸的是，英國電器當時的生產線正為了滿足英國皇家空軍的需求而滿載中，因此無法為美國生產額外的坎培拉轟炸機。所以坎培拉轟炸機的生產任務最後由格倫馬丁公司取得授權，在美國本土設立生產線製造，並編號為B-57。B-57A大致上與坎培拉B.2相仿，但更換了更為有力的發動機，增加了翼尖油箱，引進了XB-51所使用的炸彈艙門設計，並在座艙設計及座艙罩造型有些許改變。除此之外，機組成員數亦減為兩人，並增加發動機整流罩上的冷卻用開口數目。
第一架量產的B-57A於1953年7月20日試飛，一個月後即由空軍接收。自1953年到1957年期間，格倫馬丁公司一共生產了403架各型的B-57轟炸與偵查機。

## 衍生型號

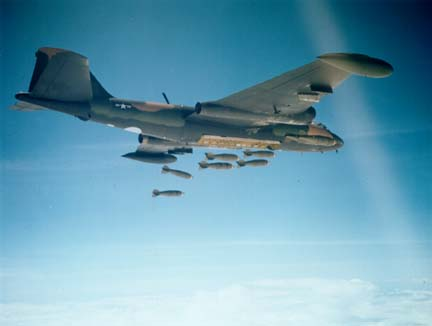
美國空軍B-57投擲750lb炸彈

NASA所擁有的WB-57F

B-57A
第一種授權製造的B-57轟炸機，一共生產了8架。
B-57B
改進量產型，共202架。
B-57C
教練型，共38架。
B-57E
拖靶機型，共生產68架。
B-57G
改裝自B-57，加裝了紅外線及電視系統作為夜間攻擊之用；亦能導引雷射導引炸彈。共改裝了16架。
EB-57A
由RB-57A所改裝的電子作戰機。
EB-57B
由B-57B所改裝的電子作戰機。
EB-57D
由RB-57D所改裝的電子作戰機。
EB-57E
由RB-57E所改裝的電子作戰機。
RB-57A
偵照型，相機安裝於炸彈艙中，共67架。
1958年2月18日，中華民國空軍第四中隊飛官趙廣華上尉駕駛RB-57A型於青島上空遭中國人民解放軍海軍航空兵飛行員舒積成駕駛的殲-5型戰鬥機擊落。
RB-57B
由B-57B修改而成的偵照機。
RB-57D
高空戰略偵查機版本。採用J57-P-9發動機。翼展延長為32公尺，共生產20架。
1959年10月7日，中華民國空軍第四中隊飛官王英欽上尉駕駛該型機於北京上空遭SA-2飛彈擊落。
RB-57E
越戰期間由B-57E改裝的全天候偵查機，共改裝六架。
RB-57F
由通用動力所發展的高空戰略偵查機，改用TF-33型渦扇發動機，翼展延伸至122呎，1963年首次飛行，共生產21架。
WB-57D
作為核彈空中粒子收集的氣象觀測機。
WB-57F
高空氣象觀察機，目前仍有兩架交由NASA操作之中，是全世界最後可以飛行的兩架B-57型飛機。

## 技術規格(B-57B)

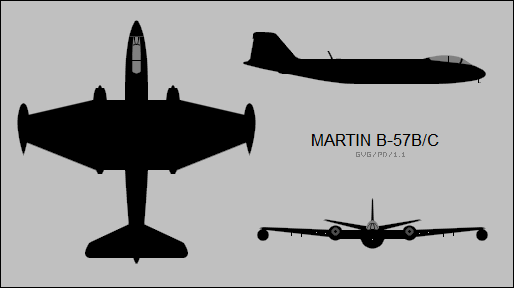
B/C model, 3-view

参考资料：Quest for Performance,Jet Bombers.
基本信息
- 机组：2 (縱列式駕駛艙；前為飛行員、後為領航員 )
- 長度：65英尺6英寸（19.96）
- 翼展：64英尺0英寸（19.51）
- 高度：14英尺10英寸（4.52）
- 机翼面积：960平方英尺（89平方）
- 空重：27,090磅（12,288）
- 总重：40,345磅（18,300）
- 最大起飛重量：53,720磅（24,367）
- 零升力阻力係數（英语：Zero-lift drag coefficient） ： 0.0119
- 阻力面積(Drag area) ：11.45 ft2 (1.06 m2)
- 展弦比 ：4.27
- 发动机：2台Wright J65-W-5（英语：Wright J65）渦輪噴射引擎，每台7,220磅力（32.1千牛頓）推力

性能
- 最大速度：598英里每小時（962每小時；520節）at 2,500 ft (760 m)
- 最大速度：0.79馬赫
- 巡航速度：476英里每小時（766每小時；414節）
- 失速速度：124英里每小時（200每小時；108節）
- 戰鬥航程：950英里（826海里；1,529）with 5,250 lb (2,380 kg) of bombs
- 转场航程：2,720英里（2,364海里；4,377）
- 升限：45,100英尺（13,700）
- 爬升率：6,180英尺每分鐘（31.4每秒）
- 翼载：42磅每平方英尺（210每平方）
- 推重比：0.36
- 升阻比 ： 15.0

武器

- 機槍：4× 20 毫米口徑 M39機炮，每門備彈 290 發
- 炸彈：

  - 4,500 lb (2,000 kg) ，內藏彈艙掛彈重量，包括戰術核彈。
  - 2,800 lb (1,300 kg) ，四個外部掛載硬點, 包括非導引火箭。

航電

- APW-11 Bombing Air Radar Guidance System
- 蕭蘭（英语：SHORAN）電子導航和轟炸系統
- APS-54 Radar Warning Receiver

## 作战使用

### 中华民国空军
1956年7月，美国政府同意提供两架RB-57A-1高空侦察机给国军使用，编号5641、5642机。该型通过拆除设备，比RB-57A轻了1.5吨，升限提高到了16700米以上，可同温层巡航，续航时间长达7个小时。1956年11月，国军第四中隊派出了卢锡良、林佐时、张育保、赵广华、金懋昶和王英钦六人赴美培训，1957年5月返台。1957年9月，两机从冲绳嘉手纳空军基地飞抵台湾桃园基地，移交给空军第五联队第六大队第4混合中队。1957年12月6号，首次由卢锡良驾机侦察海南岛，解放军最先进的歼五战斗机的动升限不够，无法有效拦截。1958年2月18号正月初一早上，第四中隊飛官赵广华上尉（1928.10.13生，空军军官学校第30期）驾驶5642号RB-57A-1从桃园基地起飞，在山东省日照县飞入大陆，遭到海航第4师第10团的战备值班的中队长胡春生和飞行员舒积成驾驶的歼五双机从青岛升空拦截，在15500米高空击落该侦察机，坠入青岛崂山千里岩外田横岛附近浅海，赵广华未跳伞。这是世界空战史上第一次在同温层（大于12000米高空）的开火战斗。舒积成因功由少尉晋升中尉。
1959年，美国政府向国军移交两架RB-57D侦察机，以替代A型侦察机。1959年1月14日至6月初，国军RB-57D高空侦察机17次入大陆内地侦察。6月下旬又两次进入京津上空侦察如入无人之境。1959年10月7日，中国人民解放军空军地对空导弹第2营（后被授予“英雄二营”荣誉称号）在北京市东南郊张家湾镇上空用S-75地对空导弹击落第四中隊飛官王英钦上尉驾驶的5643号RB-57D侦察机，残骸坠落在通县东南河西务镇附近，成为全世界地对空导弹首个战斗击落记录。